# Biên niên sử thế giới
Biên niên sử thế giới là các ghi chép lại hệ thống các sự kiện lịch sử thế giới hay các biến cố nổi bật đã xảy ra trong một thời gian từ các thời tiền sử, huyền sử, cổ đại, trung đại, cận đại cho tới lịch sử thế giới hiện đại ngày nay.

## Cụ thể
| TT | Thời gian         | Bài chi tiết                                          | Ghi chú                |
| -- | ----------------- | ----------------------------------------------------- | ---------------------- |
| 1  | Từ 3200 TCN đến 0 | Biên niên sử thế giới (Từ năm 3200 TCN đến năm 1 TCN) | TCN: Trước công nguyên |
| 2  | Từ 1 SCN đến 1000 | Biên niên sử thế giới (Từ năm 1 SCN đến năm 1000)     | CN: Công nguyên        |
| 3  | Từ 1001 đến 1500  | Biên niên sử thế giới (Từ năm 1001 đến năm 1500)      |                        |
| 4  | Từ 1501 đến 1800  | Biên niên sử thế giới (Từ năm 1501 đến năm 1800)      |                        |
| 5  | Từ 1801 đến 1900  | Biên niên sử thế giới (Từ năm 1801 đến năm 1900)      |                        |
| 6  | Từ 1901 đến 1950  | Biên niên sử thế giới (Từ năm 1901 đến năm 1950)      |                        |
| 7  | Từ 1951 đến 2000  | Biên niên sử thế giới (Từ năm 1951 đến năm 2000)      |                        |
| 8  | Từ 2001 đến 2050  | Biên niên sử thế giới (Từ năm 2001 đến năm 2050)      |                        |